# Bina Štampe Žmavc
Bina Štampe Žmavc (psevdonim Bina Bard), slovenska pisateljica, pesnica, režiserka, dramatičarka in prevajalka, * 4. oktober 1951, Celje.

## Življenje
Osnovno šolo in gimnazijo je obiskovala v Celju. Po maturi je študirala primerjalno književnost in literarno teorijo na Filozofski fakulteti v Ljubljani. Kot absolventka se je zaposlila v šolstvu in poučevala pet let.  Ukvarjala se je z glasbo in gledališčem. Trinajst let je vodila otroško improvizacijsko gledališče v Eksperimentalnem gledališču Celje, kjer je bila režiserka, dramaturginja in avtorica tekstov. Je članica uredništva revije Poetikon. Živi in ustvarja v Celju.

## Delo pisateljice
Piše pesmi, prozo in dramska besedila, večinoma za mlade bralce. Poezijo za  odrasle je začela najprej objavljati v gimnazijskem glasilu Brstiči, pozneje pa v Dialogih, Mentorju in Obrazih. Napisala je tri pesniške zbirke sonetov Pesek v pesmi, Poševno sonce, Opoldnevi . Med pesniškimi zbirkami je najobsežnejša Čaroznanke, (1990); njihovo motivno izhodišče sta tako vsakdanjik kot realnost in domišljijska izkušnja. V zbirki Nebeške kočije (1994) se osredotoča na tematiko vsepovezanosti vesolja, človeka in narave, s Klepetosnedkami (1996) pa se vrne k otroku in njegovem igrivem odnosu do okolice. Med pripovednimi besedili so živalske zgodbe (Slike in zgodbe iz tisoč in enega pasjega dne (1985)) in  raznolika kratka pravljična in nonsensna besedila (Popravljalnica sanj (1992), Muc Mehkošapek,(1998)).  Pesnica si izmišlja besede, njene pesmi so ritmične. Za njeno mladinsko pripovedništvo so značilni domišljijski svetovi. Piše tudi igre in lutkovna dela za otroke in šansone za odrasle. 

### Poezija za mladino
- Čaroznanke, 1990 (COBISS)
- Nebeške kočije, 1994 (COBISS)
- Zrnca sonca, 1994 (COBISS)
- Klepetosnedke, 1996 (COBISS)
- Duhec Motimir, 2002 (COBISS)
- Škrat s prevelikimi ušesi, 2002 (COBISS)
- Snežroža, 2006 (COBISS)
- Vaze, 2008 (COBISS)
- Roža v srcu, 2010 (COBISS)
- Pol sonca, 2011 (COBISS)
- Živa hiša, 2004 (COBISS)

### Proza za mladino
- Slike in zgodbe iz tisoč in enega pasjega dne, 1985 (COBISS)
- Popravljalnica sanj, 1992 (COBISS)
- Kam je izginil sneg, 1993 (COBISS)
- Popravljalnica igrač, 1994 (COBISS)
- Mavricij in lučka Svečana, [1994 (COBISS)
- Ure kralja Mina, 1996 (COBISS)
- Bajka o svetlobi, 1997 (COBISS)
- Muc Mehkošapek, 1998 (COBISS)
- Pismonoša Hubert, 1998 (COBISS)
- Tri zvezde za celjske kneze, 2000 (COBISS)
- Drevo srca, 2001 (COBISS)
- Ukradene sanje, 2001 (COBISS)
- Škrat s prevelikimi ušesi, 2002 (COBISS)
- Pogašeni zmaj, 2003 (COBISS)
- Vprašanja srca, 2008 (COBISS)
- Cesar in roža, 2009 (COBISS)
- Košastka Katka, 2009 (COBISS)
- Kako raste leto, 2010 (COBISS)
- Snežnosek, 2010 (COBISS)

### Dramski teksti za mladino
- O velikem strahu Buholinu, 1985
- Cirkus Cigumigus, 1994
- Ure kralja Mina, 2000(COBISS)
- Princesa kamnitih besed, 2000
- Ernica gosenica, 2000
- O petelinu in pavu, 2001 (COBISS)
- Mojca Pokrajculja (Bina Štampe Žmavc), 2002 (COBISS)

### Poezija za odrasle
- Pesek v pesem, 1999 (COBISS)
- Poševno sonce, 2001 (COBISS)
- Opoldnevi, 2005 (COBISS)
- Sinjebradec, 2007 (COBISS)
- Ljubeznitve, 2022

### Radijske igre
- Kam je izginil sneg, 1993
- Princesa kamnitih besed, 1996 (COBISS)
- Ure kralja Mina, 1996 (COBISS)
- O petelinu in pavu, 1997 (COBISS)

### Priredbe in prevodi
- Pujs v mlaki (priredba), 1994 (COBISS)
- Pojdiva domov, Mali medo (priredba), 1994 (COBISS)
- Mesto cvetja (priredba), 1994 (COBISS)
- Doktor Belko (prevod), 1999 (COBISS)
- Ali ima tudi kenguru mamo (prevod), 2000 (COBISS)
- Daj mi poljubček (prevod), 2001 (COBISS)
- Poljubček za lahko noč (prevod), 2001 (COBISS)
- Zajčkova knjiga pravljic (prevod), 2001 (COBISS)
- Zelo osamljena kresnička (prevod), 2002 (COBISS)
- Zelo tih čriček (prevod), 2002 (COBISS)
- Ali se ne počutiš dobro, Poldek? (prevod), 2002 (COBISS)

## Nagrade
- 1986, zlata Linhartova značka ZKOS za režijo in besedilo igre O velikem strahu Buholinu
- 1994, nagrada zlata paličica za najboljše slovensko odrsko besedilo za otroke in mladino za dramski tekst Ure kralja Mihe
- 1996, nagrada Radia Slovenija za izvirno radijsko igro za otroke za igro Princesa kamnitih besed
- 1997, nagrada Radia Slovenija za izvirno radijsko igro za otroke za igro Ernica gosenica
- 1999, Klemenčičeva nagrada za izvirno lutkovno besedilo Društva slovenskih pisateljev in festivala »Klemenčičevi dnevi« za delo Ernica gosenica
- 2000, mednarodna bienalna nagrada Janusz Korczak, 2. nagrada za delo Muc Mehkošapek
- 2003, nagrada Radia Slovenija za izvirno radijsko igro za otroke O kuri, ki je izmaknila pesem
- 2007, nagrada desetnica za otroško in mladinsko književnost za pesniško zbirko Živa hiša
- 2009, nagrada večernica za delo Cesar in roža
- 2011, nagrada desetnica za najboljše otroško in mladinsko delo za zbirko pravljic Cesar in roža
- 2018, zlatnik poezije
- 2025, Levstikova nagrada za življenjsko delo